# Un fils du soleil
Un fils du soleil (titre original : A Son of the Sun) est une nouvelle américaine de Jack London publiée aux États-Unis en 1911.

## Historique
La nouvelle est publiée initialement dans The Saturday Evening Post, en mai 1911, avant d'être reprise dans le recueil A Son of the Sun en mai 1912.

## Résumé
Avec son ketch, Griffiths décide de rejoindre Sydney; le soleil des tropiques et la quinine l'ont rongé jusqu'à la moelle. Il pensait pouvoir filer des îles Salomon sans avoir payé sa dette à Grief, un vrai fils du soleil, né pour le soleil des tropiques...

## Éditions

### Éditions en anglais
- A Son of the Sun, dans The Saturday Evening Post, 27 mai 1911.
- A Son of the Sun, dans le recueil A Son of the Sun, un volume chez  Doubleday, New York, mai 1912.

### Traductions en français
- Fils du soleil, traduction de Louis Postif, Paris, Hachette, coll. « Les Meilleurs romans étrangers », 1936.
- Un fils du soleil, traduit par Aurélie Guillain, Gallimard, 2016[1].

## Adaptation à la télévision
- 1957 : Les Diables de Fuatino (The Devils of Fuatino), épisode 1 de la saison 1 de Captain David Grief (en), réalisé par Stuart Heisler et diffusé le 3 octobre 1957 sur le réseau CBS, avec Maxwell Reed (en) dans le rôle de David Grief.

## Sources
- (en) Jack London's Works by Date of Composition
- « Bibliographie de Jack London », sur jack-london.fr (consulté le 2 juin 2024)